# Grand Hocco
Crax rubra
Espèce
Statut de conservation UICN

 VU A2cd+3cd+4cd : Vulnérable
Statut CITES
Le Grand Hocco (Crax rubra) est une espèce d'oiseau de la famille des Cracidae.

## Description
Cet oiseau mesure entre 78 et 92 cm de longueur et peut peser jusqu'à 5 kg ce qui le place parmi les plus grands Cracidae. Il présente un net dimorphisme sexuel.
Le mâle a un plumage noir sur le dessus, blanc sur le dessous, un bec jaune, court, crochu, aplati transversalement, surmonté d'un tubercule jaune. Il a une huppe de plumes bouclées sur la tête. Les pattes sont grises.
La femelle est polymorphique. Il en existe trois types :
- une avec des rayures blanches sur la tête, le cou, le dos et les ailes ;
- une avec la tête noire et un plumage brun rougeâtre ;
- une avec la tête noire et un plumage brun foncé.
Les trois ont la queue rousse avec des rayures blanches, la huppe bouclée est présente, le bec jaune sans tubercule et les pattes blanches.

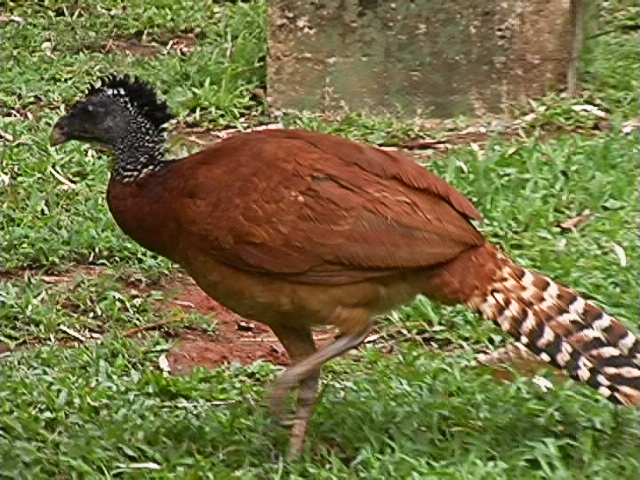
femelle forme rousse
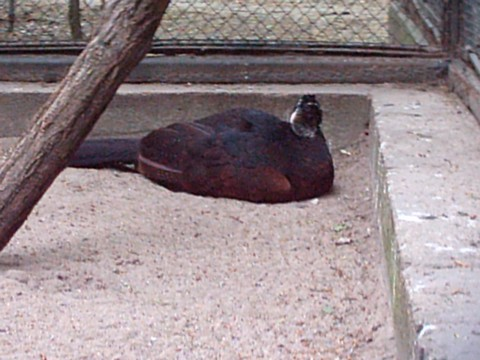
femelle forme sombre
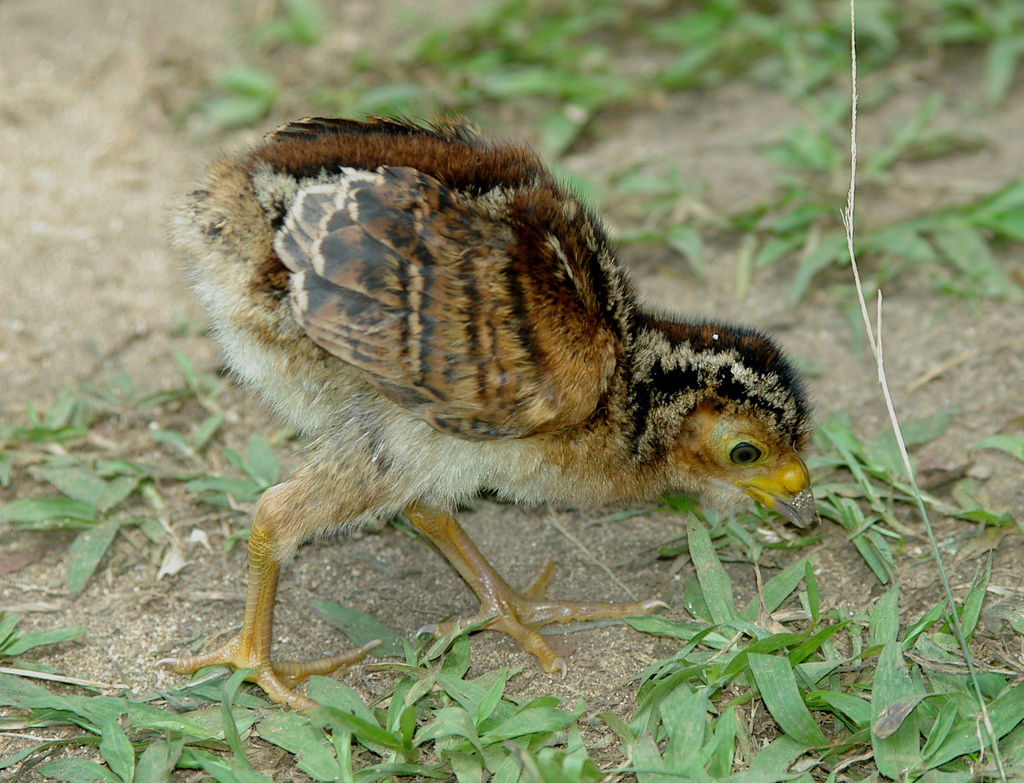
Poussin

## Comportement
Cet oiseau vit essentiellement sur le sol, seul, en couple ou en petits groupes. Il dort dans les arbres.

### Cri
Son cri est un “guiip guiiit guiiiiu”. En période de reproduction, le mâle émet un “hummmmm” bas et profond sur plusieurs tons.

### Nidification
Cet oiseau construit son nid dans un arbre, entre 1 et 3 m de haut. La femelle y dépose deux œufs blancs entre mars et mai.

### Alimentation
Il se nourrit directement sur le sol de fruits tombés, de baies, de graines, d'arthropodes et de petits animaux en grattant le sol.

## Répartition et habitat

### Répartition
Cet oiseau vit en Amérique centrale depuis l'est du Mexique jusqu'à l'ouest de la Colombie et le nord-ouest de l'Équateur.

### Habitat
Son habitat naturel est les forêts humides jusqu'à 1 900 m d'altitude.
Il est présent en Amérique Centrale à l'extrême nord-ouest de l'Amérique du Sud.

### Evolution de la population
La population est estimée entre 6 700 et 40 000 oiseaux adultes (entre 10 000 et 60 000 en comptant les immatures) dans le monde mais elle est suspectée d'avoir rapidement décliné durant les 3 dernières générations à cause notamment de la perte de son habitat. Il est également largement chassé pour la nourriture, le sport et le trafic illégal d'animaux, chasse autorisée à des fins de subsistances dans plusieurs pays d'Amérique centrale.

## Sous-espèces
Selon la classification de référence du Congrès ornithologique international (version 15.1, 2025) :
- Crax rubra rubra (Linné, 1758) — de l'est du Mexique à l'ouest de l'Équateur ;
- Crax rubra griscomi (Nelson, 1926) — Cozumel.